# 中国バレーボールリーグ
中国バレーボールリーグ（中国排球联赛）は、中国バレーボール協会が運営する中華人民共和国のプロバレーボールリーグ。

## 概要・歴史
中国バレーボール協会によって1996年に設立。当時は中国でバレーボールが最も低迷していたとされる時期にあたる。ホーム・アンド・アウェー方式を導入し、地元密着を図った。数年ほど経営が苦しかったものの、3年目から成長を続けている。
2006年-2007年シーズンは10月14日に開幕し、4月8日まで行われる。男女それぞれ16チームが出場する。
優勝チームはAVCアジアクラブ選手権に出場する。

## 所属チーム

### 男子
2005年-2006年シーズン
- 八一（中国人民解放軍）
- 北京
- 北京航空航天大学
- 上海復旦大学
- 福建
- 広東
- 河北
- 河南
- 湖北
- 江蘇
- 遼寧
- 山東
- 上海
- 四川
- 天津
- 浙江

### 女子
2011-12年シーズン
グループA
- 八一女子排球（中国人民解放軍）
- 北京
- 福建
- 広東恒大
- 江蘇
- 遼寧大連
- 上海ダンロップ
- 四川大学
- 天津ブリヂストン
- 浙江

グループB
- 広東Jainlong
- 河北
- 河南
- 山東
- 武漢体育大学
- 雲南

## 優勝チーム
| 年度      | 男子             | 女子             |
| --------- | ---------------- | ---------------- |
| 1996-1997 | 四川             | 上海             |
| 1997-1998 | 四川             | 上海             |
| 1998-1999 | 四川             | 上海             |
| 1999-2000 | 上海             | 上海             |
| 2000-2001 | 江蘇             | 上海             |
| 2001-2002 | 江蘇             | 八一             |
| 2002-2003 | 浙江利群男子排球 | 天津ブリヂストン |
| 2003-2004 | 上海东方男子排球 | 天津ブリヂストン |
| 2004-2005 | 上海             | 天津ブリヂストン |
| 2005-2006 | 上海             | 遼寧             |
| 2006-2007 | 上海             | 天津             |
| 2007-2008 | 上海             | 天津ブリヂストン |
| 2008-2009 | 上海             | 天津ブリヂストン |
| 2009-2010 | 上海             | 天津ブリヂストン |
| 2010-2011 | 上海             | 天津ブリヂストン |
| 2011-2012 | 上海             | 広東恒大         |
| 2012-2013 | 北京             | 天津渤海銀行     |
| 2013-2014 | 北京             | 浙江             |